# هلسنكي الكبرى

خريطة هلسنكي الكبرى (الأخضر الفاتح)، منطقة هلسنكي (الأخضر الداكن).

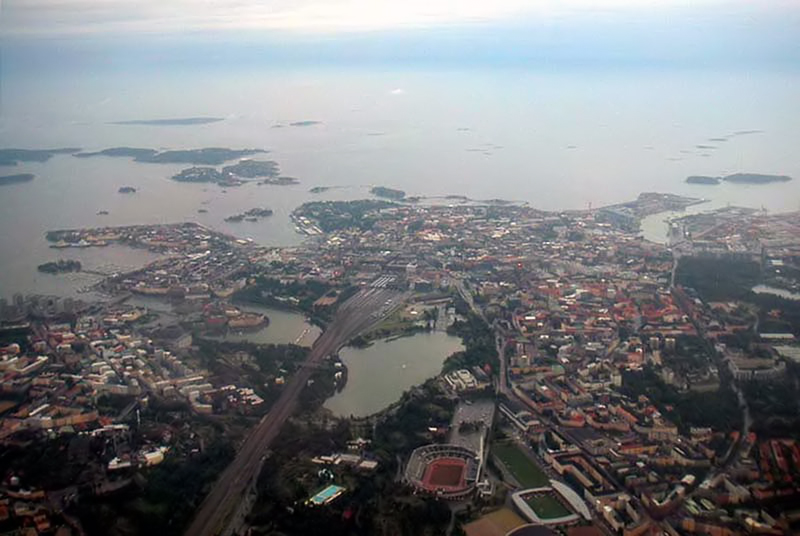
وسط هلسنكي، نقطة محورية في منطقة العاصمة، من السماء.

هلسنكي الكبرى (بالفنلندية: Suur-Helsinki؛بالسويدية: Storhelsingfors) ومنطقة العاصمة الأصغر (Pääkaupunkiseutu، Huvudstadsregionen) تشيران منطقتين مختلفتي المساحة تحيطان بهلسنكي عاصمة فنلندا.
تقع هذتان منطقتان في جنوب فنلندا، على ساحل خليج فنلندا وهو جزء من بحر البلطيق. المنطقة الأصغر تشمل هلسنكي، فانتا، إسبو، وكاونياينن ويبلغ عدد سكانها حوالي مليون ساكن. منطقة العاصمة هي أكبر منطقة حضرية في البلاد، وإلى حد بعيد أهم منطقة اقتصادية وثقافية وكذلك علمية في فنلندا. تقع بها ثمانية من أصل 20 جامعة في فنلندا، ومعظم مقار الشركات البارزة والمؤسسات الحكومية الكبرى في هلسنكي، كما هو المحور الرئيسي للطيران فنلندا، مطار هلسنكي، الذي يقع في فانتا.